# Aparaphysaria doelloi
Aparaphysaria doelloi är en svampart som beskrevs av Speg. 1922. Aparaphysaria doelloi ingår i släktet Aparaphysaria och familjen Pyronemataceae.   Inga underarter finns listade i Catalogue of Life.